# Jistě, pane ministře
Jistě, pane ministře a navazující pokračování Jistě, pane premiére (v anglickém originále Yes Minister a Yes, Prime Minister) je komediální televizní seriál BBC z prostředí vysoké politiky natočený v letech 1980–1988. Jeho autory jsou Antony Jay a Jonathan Lynn.
Seriál je politickou satirou zesměšňující chování politiků a státní byrokracie. Autoři vytvořili fiktivní ministerstvo pro administrativní záležitosti, které pak přizpůsobili reálnému chodu britské politiky. Obvyklou osou všech osmatřiceti epizod jsou názorové střety ministra pro administrativní záležitosti (pozdějšího premiéra Velké Británie) Jamese "Jima" Hackera (Paul Eddington) se stálým tajemníkem ministerstva (pozdějším tajemníkem vlády) sirem Humphreym Applebym (Nigel Hawthorne). Hackerova vládní politika, prováděná na základě udržení vlastních preferencí, naráží na zájmy cynického Applebyho, jehož jediným záměrem je koncentrace moci v rukou státní správy a vyšachování ministra z politiky ministerstva. Dvojici sekunduje osobní tajemník Bernard Woolley (Derek Fowlds), který je sice vázán loajalitou vůči ministrovi, jako člen státní správy ale musí hájit její činnost společně s Humphreym. Autoři přitom nezmiňují, zdali Hacker pochází z řad britských konzervativců či labouristů.
Sitcom si vydobyl veliké popularity mezi diváky a kladný ohlas našel i mezi kritikou. Třikrát vyhrál ocenění britské televizní akademie (BAFTA) a v roce 2004 se umístil na šestém místě v hlasování o nejlepší britský sitcom všech dob. Seriál si oblíbila i tehdejší britská premiérka Margaret Thatcherová, která dokonce na jeho motivy napsala krátký skeč, ve kterém se s Paulem Eddingtononem a Nigelem Hawthornem objevila na televizních obrazovkách na Vánoce roku 1984. V roce 2013 vznikla nová řada seriálu s obměněným obsazením, kterou ovšem napsali autoři původního scénáře.
Jonathan Lynn a Antony Jay také příběh seriálu vydali knižně a stylizovali jej jako editorské zpracování deníků Jima Hackera, vzpomínek Bernarda Woolleyho, soukromé i pracovní korespondence sira Humphreyho Applebyho a dalších archivních materiálů (v překladu Jana Klímy vydalo čtyřsvazkovou edici nakladatelství Aurora).

## Děj
Politická partaj Jima Hackera poráží ve všeobecných volbách ve Velké Británii stávající stranu a její předseda je pověřen sestavením nové vlády. Jelikož Hacker dlouhodobě působil jako stínový ministr zemědělství, je skoro jisté, že získá ministerské křeslo. Zmocňují se ho však pochyby, jelikož kampaň na vedení strany vedl proti nastupujícímu premiérovi. Po návštěvě v Downing Street č. 10 Jim odchází jako ministr pro administrativní záležitosti. Přestože post mnozí považují za způsob politického hřbitova, Hacker se nenechá vyvést z míry a je rozhodnut řídit transparentní resort, očištěný od starých nešvarů, čelem k voličům. Snaha o změnu však naráží na postoj sira Humphreyho Applebyho, stálého tajemníka ministerstva. Ten navenek projevuje náklonnost k ministrovým záměrům, sám ovšem pracuje pouze pro zájmy byrokratické státní správy. Hackera si snaží podmanit buď nadměrným zasypáváním informacemi, nebo přísnou cenzurou všech dokumentů, které se mají k ministrovi dostat. Nadto cynicky kritizuje ministrovo spojování úřadu s politikou strany.
Jim Hacker po čase opouští svojí počáteční naivnost ve vztahu k voličům i tajemníkovi ministerstva a začíná hrát podle Humphreyho pravidel, která obrací proti němu. Ve vztahu k občanům však Humphreyho začne paradoxně napodobovat. Jazýček na vahách přitom vychyluje ministrův osobní tajemník Bernard Woolley, který ve vztahu k Hackerovi vystupuje vstřícněji a podporuje zásady demokracie. Jeho vstřícnost však ochromuje sir Humphrey, který mu neváhá zdůraznit, že jako člen státní správy je podřízen jemu a jedině on může zajistit jeho kariérní vzestup, v případě nepřízně i pád. Ministr je ve funkci pouze dočasně a z dlouhodobého hlediska nemá podstatnější vliv. Mnoho epizod se odehrává kolem návrhů, které zastává jedna strana, zatímco ta druhá ho striktně odmítá. Humornou zápletku vytváří vzájemné přesvědčování a cesty intrik. Společný nepřítel samozřejmě dokáže spojit i dříve nevraživé strany.
Vše pokračuje po Hackerově vzestupu do č. 10 a Humphreyho činnosti jako tajemníka vlády. Jimova politického poradce Franka Weisela, dřívějšího horlivého zastánce očisty resortu, který ovšem přijal politickou trafiku, nahrazuje stávající poradkyně premiéra Dorothy Wainwright, nová posila proti rozpínavé Humphreyho politice. Appleby se i nadále chodí radit k bývalému tajemníkovi vlády Arnoldu Robinsonovi, stejnému cynikovi jaký je on sám, nového stoupence ovšem nalézá ve Franku Gordonovi, stálém tajemníkovi ministerstva financí, tedy "faktickém" pánovi nad ekonomickou politikou.

## Obsazení
- Paul Eddington – James Hacker (ministr pro administrativní záležitosti/předseda vlády) – dabing Viktor Preiss
- Sir Nigel Hawthorne – sir Humphrey Appleby (stálý tajemník ministerstva/tajemník vlády) – dabing František Němec
- Derek Fowlds – Bernard Woolley (osobní tajemník ministra/premiéra) – dabing Lukáš Vaculík
- Diana Hoddinott – Annie Hacker (manželka ministra) – dabing Taťjana Medvecká
- John Nettleton – sir Arnold Robinson (tajemník vlády) – dabing Dalimil Klapka
- Neil Fitzwilliam – Frank Weisel (politický poradce ministra) – dabing Martin Zounar
- Deborah Norton – Dorothy Wainwright (politická poradkyně premiéra) – dabing Renata Doležalová
- Peter Cellier – sir Frank Gordon (stálý tajemník ministerstva financí) – dabing Jiří Plachý

## Námět
Jonathan Lynn v rozhovorech přiznává, že stálá aktuálnost seriálu spočívá v tom, že se při ohlédnutí do minulosti nic kolem nás podstatně nezmění. Problémy politické a hospodářské jsou stále stejné, mění se jen jména a čísla. Děj vyprávění se neodehrává v parlamentu, jelikož se tam neodehrává ani vládnutí. Podnětná jednání o zásadních problémech se odehrávají v soukromí, seriálové scény se proto této zásadě přizpůsobují. Voličům je poté sděleno pouze to, co si politici přejí.
Námět autoři čerpali díky vzpomínkám a zkušenostem svých blízkých v politice, na základě publikovaných prací typu Deník Richarda Crossmana (ministr Crossman psal o svých neustálých bojích se stálou tajemnicí ministerstva), zpráv z médií, ale i vlastní fantazie. Antony Jay jako odborník na politickou byrokracii přednesl problém a zkušený filmař Jonathan Lynn scénku doplnil o zábavné dialogy. Scenáristé začínali s instruktážními filmy na výchovu manažerů, Jistě, pane ministře proto chápali jako špatné příklady chování politiků.

## Obnovení seriálu
V roce 2013 se autoři původního seriálu, scenáristé Jonathan Lynn a Antony Jay pokusili seriál znovu oživit. Spolu s režisérem Garethem Gwenlanem natočili novou šestidílnou řadu s názvem Yes, Prime Minister, kterou odvysílala britská televize UKTV. Tentokrát ovšem v novém obsazení, neboť dva z hlavních představitelů už zesnuli. Premiéra Jima Hackera hrál David Haig, stálého tajemníka sira Humphreyho Applebyho Henry Goodman a asistenta Bernarda Wooleyho Chris Larkin. Děj celé série se soustředil kolem jednoho kritického víkendu, během něhož se řeší vztah Británie k Evropě a dohoda o ropovodu ze zemí bývalého Sovětského svazu. Nová verze se nesetkala s tak příznivými ohlasy jako původní série.

## Uvedení v Česku

### Televize
Česká televize zařadila od roku 2000 do svého programu všechny původní seriálové řady s českým dabingem. Hlavní postavy dabovali Viktor Preiss, František Němec a Lukáš Vaculík. Tvůrci českého znění Ivana Breznenová, Věra Pokojová a Michal Vostřez byli v roce 2001 oceněni zvláštní cenou Františka Filipovského za dabing.

### Divadlo
Pražské Divadlo na Vinohradech uvedlo v roce 2006 divadelní představení Jistě, pane ministře. České dialogy byly seskupeny do jednoho celku, přičemž vycházely ze čtyř vybraných epizod seriálu. Hru doplňovala videoprojekce zobrazující okamžiky zákulisního jednání. Jako fotografický doprovod se divákům představila i královna Alžběta II. Pod vedením režiséra Martina Stropnického účinkovali v hlavních rolích ti herci, kteří připravili i český dabing seriálu, tedy Viktor Preiss coby Jim Hacker a František Němec jako sir Humphrey. Dabingového Lukáše Vaculíka nahradil v úloze osobního tajemníka Bernarda Jan Šťastný a v dalších rolích účinkovali Svatopluk Skopal (politický poradce), Simona Postlerová (ministrova žena Anna), Daniela Kolářová, Otakar Brousek a Jiří Žák.
- Překlad: Jan Klíma
- Dramatizace: Kristina Žantovská
- Režie: Martin Stropnický
- Dramaturgie: Martin Velíšek j. h.
- Scéna: Miloň Kališ j. h.
- Kostýmy: Lucie Loosová j. h.
- Videodotáčky: Jaroslav Brabec j. h.
- Hudební spolupráce: Petr Malásek j. h.

### DVD
V Česku vyšel seriál na DVD s českým dabingem, původním anglickým zvukem i titulky. Vzhledem ke stáří a kvalitě původního materiálu byl obraz digitálně zrestaurován. Celkem byla vydána tři DVD Jistě, pane ministře a dvě DVD Jistě, pane premiére.

## Seznam epizod
Zajímavostí je, že všechny epizody seriálu, s výjimkou tří z prvního cyklu, skončily výrokem „Jistě, pane ministře“, resp. „Jistě, pane premiére“.